# Megathous sedakovii
Megathous sedakovii là một loài bọ cánh cứng trong họ Elateridae. Loài này được Mannerheim miêu tả khoa học năm 1852.